# Чувирін Михайло Євдокимович
Чувирін Михайло Євдокимович (28 серпня [9 вересня] 1883, село Большой Макателем, поблизу станції Мохові Гори, Ардатовського повіту Нижньогородської губернії, тепер Російська Федерація — 2 вересня 1947, Москва) — комуністичний діяч, голова виконавчого комітету (19 вересня 1932 — березень 1933) Донецької обласної ради робітничих, селянських і червоноармійських депутатів. Член ЦК КП(б)У в грудні 1925 — травні 1937 р. Кандидат у члени Політбюро ЦК КП(б)У в листопаді 1927 — листопаді 1929 р. Член Політбюро ЦК КП(б)У в листопаді 1929 — травні 1936 р. Кандидат у члени ЦК ВКП(б) у грудні 1927 — червні 1930 р. Член ЦК ВКП(б) у липні 1930 — березні 1939 р.

## Життєпис
Народився 28 серпня (9 вересня) 1883 року в родині селянина, дрібного службовця залізниці. У 1894 році закінчив чотирикласне приходське училище при чавуноливарному Ташиному заводі Ардатовського повіту.
З 1893 по 1903 роки працював на поденних роботах, був учнем токаря, токарем на Ташиному (Наташиному) чавуноливарному заводі Ардатовського повіту та Сормовському заводі Нижньогородської губернії. У 1902 році, працюючи на Сормовському заводі, брав активну участь у роботі робітничих марксистських гуртків.
Член РСДРП(б) з 1903 року.
У 1903 — березні 1904 року — токар механічного заводу братів Бромлеїв у Москві.
У квітні 1904 — червні 1905 року — рядовий 10-го гренадерського залізничного батальйону російської армії в місті Владимирі. У 1905 році висланий в Уссурійський край. У липні 1905 — 1908 року — токар Ніколо-Уссурійського батальйону і водокачки на станції В'яземська Приамурського краю. У 1909—1910 роках — токар механічного заводу братів Бромлеїв у Москві.
У 1910 — березні 1911 року — в'язень Бутирської і Першої Нижньогородської в'язниць, на засланні в Москві, Нижньому Новгороді, Санкт-Петербурзі, Києві.
У квітні — червні 1911 року — токар Сормовського заводу міста Нижнього Новгорода. У червні 1911 — 1914 року — токар заводу Ашаніна Ардатовського повіту Нижньогородської губернії.
У 1914 — лютому 1917 року — токар автомобільної майстерні 2-ї автомобільної роти російської армії.
У лютому 1917 — 1918 року — голова бюро профспілки Псковської ради робітничих і солдатських депутатів.
У 1918—1919 роках — голова Арзамаського комітету РКП(б), начальник Арзамаського військово-революційного штабу і військовий комісар Арзамаського повіту Нижньогородської губернії.
У 1919 році перебував у Червоній армії. У 1919—1920 роках — військовий комісар повітового військкомату у Нижньому Новгороді. У 1920—1921 роках — помічник військового комісара Симбірського губернського військкомату, член колегії Всеросійської надзвичайної комісії (ВЧК) у Симбірську.
У 1921—1922 роках — секретар Симбірського міського комітету РКП(б).
З 1922 року — в Українській РСР. У 1922 році — інструктор Полтавського губернського комітету КП(б)У в місті Полтаві.
У 1922—1923 роках — відповідальний секретар Кобеляцького повітового комітету КП(б)У Полтавської губернії.
У 1923—1924 роках — відповідальний секретар Красноградського окружного комітету КП(б)У.
У 1924—1925 роках — секретар партійної колегії та голова Полтавської губернської контрольної комісії КП(б)У.
У 1925 — вересні 1927 року — відповідальний секретар Криворізького окружного комітету КП(б)У.
У вересні 1927 — червні 1929 року — відповідальний секретар Луганського окружного комітету КП(б)У.
У червні 1929 — липні 1932 року — голова Всеукраїнської Ради професійних спілок (ВУРПС), член її Президії.
З 22 липня до 19 вересня 1932 року — відповідальний секретар Донецького обласного комітету КП(б)У. З 19 вересня 1932 до березня 1933 року — голова виконавчого комітету Донецької обласної ради робітничих, селянських і червоноармійських депутатів. З березня 1933 року працював першим секретарем Донецького обласного комітету КП(б)У. У період його роботи велося масштабне промислове будівництво. Будувалися Новокраматорський машинобудівний завод, Маріупольський металургійний завод «Азовсталь», коксохімічні заводи в Сталіно, Горлівці, Макіївці.
У лютому 1933 — січні 1936 року — голова Всеукраїнської Ради професійних спілок (ВУРПС).
Одночасно, з травня 1933 по квітень 1934 року був головою Вінницької обласної комісії з чистки в партії, а з червня 1934 по 1935 рік — головою Дніпропетровської обласної комісії з чистки в партії.
У 1936 році відкликаний у центральний апарат ВЦРПС. У січні 1936 — березні 1938 року — голова ЦК Спілки робітників електрослабострумної промисловості в Ленінграді.
У квітні 1938 — 2 вересня 1947 року — завідувач групи ревізорів із державного соцстрахування ВЦРПС у Москві.
Помер 2 вересня 1947 року в Москві. Похований на Новодівочому цвинтарі Москви.